# فاروم
فاروم (دانمارکی: Farum) شهری در شمال شرقی جزیرهٔ شیلند در کشور دانمارک است که مطابق سرشماری ۱ ژانویهٔ ۲۰۲۱، در حدود ۲۰٬۱۹۹ جمعیت دارد.